# Rick Martel
Richard Vigneault (Quebec, 18 maart 1956), beter bekend als Rick "The Model" Martel, is een Canadees voormalig professioneel worstelaar die vooral bekend is van zijn tijd bij World Wrestling Federation, van 1980 tot 1982 en van 1986 tot 1995, en World Championship Wrestling, van 1997 tot 1998.

## In het worstelen
- Finishers
  - Airplane spin (GCW)
  - Boston crab (AWA / WWF) / Quebec Crab (WCW)
  - Slingshot splash – 1986–1987

- Signature moves
  - Backbreaker
  - Diving crossbody
  - Dropkick
  - Hip toss
  - Meerdere suplex variaties
    - Bridging belly to back
    - Double underhook
    - Gutwrench

  - Scoop slam
  - Spinning spinebuster

- Manager
  - Ken Johnson

- Bijnaam
  - "The Model"

## Prestaties
- American Wrestling Association
  - AWA World Heavyweight Championship (1 keer)

- Georgia Championship Wrestling
  - NWA Georgia Tag Team Championship (1 keer met Tommy Rich)

- Lutte Internationale (Montreal)
  - Canadian International Heavyweight Championship (1 keer)

- NWA All-Star Wrestling
  - NWA Canadian Tag Team Championship (1 keer met Roddy Piper)

- NWA Mid-Pacific Promotions
  - NWA North American Heavyweight Championship (1 keer)

- NWA New Zealand
  - NWA British Commonwealth Heavyweight Championship (3 keer)

- Pacific Northwest Wrestling
  - NWA Pacific Northwest Heavyweight Championship (1 keer)
  - NWA Pacific Northwest Tag Team Championship (3 keer met Roddy Piper)

- Stampede Wrestling
  - Stampede International Tag Team Championship (1 keer met Lennie Hurst)

- World Championship Wrestling
  - WCW World Television Championship (1 keer)

- World Championship Wrestling (Australia)
  - NWA Austra-Asian Tag Team Championship (1 keer)

- World Wrestling Council
  - WWC North American Tag Team Championship (1 keer)

- World Wrestling Federation
  - WWF Tag Team Championship (3 keer: met Tony Garea (2x) en Tito Santana (1x))